# Curzon, Vendée

Curzon este o comună în departamentul Vendée, Franța. În 2009 avea o populație de 456 de locuitori.